# 詩道
詩道（しどう、5月25日 - ）は、日本の歌手である。SINSEKAI RECORD所属。
代表曲に「冷たい暈」「水光」「通り雨」「クロマトグラフィー」「わがまま」「黎明」など。

## 来歴
13歳から「410（しどう）」名義でソロギター演奏のSNS配信を開始、2023年春に「詩道」としてSINSEKAI STUDIOからデビュー。

## 関連リンク
- 詩道 – ARTIST
- 詩道 ◐ Shido (@shido_410) - X（旧Twitter）
- 詩道INFO - Instagram
- 詩道INFO - TikTok